# Eutrypanus dorsalis
Eutrypanus dorsalis är en skalbaggsart som först beskrevs av Ernst Friedrich Germar 1824.  Eutrypanus dorsalis ingår i släktet Eutrypanus och familjen långhorningar.
Artens utbredningsområde är Paraguay. Inga underarter finns listade i Catalogue of Life.